# سردار

نشان «رستهٔ فرماندهی و ستاد» در سپاه پاسداران انقلاب اسلامی و فرماندهی انتظامی جمهوری اسلامی ایران

سردار لقبی نظامی در نیروهای مسلح ایران است، که به دارندگان درجهٔ نظامی بالاتر از سرهنگ در سپاه پاسداران انقلاب اسلامی، که دورهٔ دافوس را گذرانده باشند، اعطا می‌شود. معادل این لقب در ارتش جمهوری اسلامی ایران؛ امیر است. همچنین به فرماندهان نیروی انتظامی که پاسدار باشند، یعنی از سپاه پاسداران به این نیرو منتقل شده باشند، یا پیش از ادغام نیروهای انتظامی، عضو کمیتهٔ انقلاب اسلامی بوده باشند یا پس از ادغام نیروهای انتظامی در سال ۱۳۷۰ به استخدام این سازمان درآمده باشند نیز سردار گفته می‌شود و در غیر این صورت به آنان امیر می‌گویند.

## واژه‌شناسی
واژهٔ سردار «سالار و رئیس سپاه و پیشرو لشکر» در زبان فارسی نو ساخته شده‌است. واژهٔ پارسی میانه: sardār که از پارسی باستان: sara-dāra روییده، در فارسی دری به «سالار» تحول یافته‌است. برابر این واژه در پارتی: sarδār «سردار، پیشوا» و در باختری: σαρλαρο: σαλαρο «سردار، سالار» بوده‌است.

## درجات نظامی
لقب «سردار» در سپاه پاسداران انقلاب اسلامی و نیروی انتظامی به کار می‌رود و شامل دارندگان درجات سرتیپ دوم، سرتیپ، سرلشکر، سپهبد و ارتشبد می‌شود:
| درجه | سرتیپ‌دوم پاسدار | سرتیپ پاسدار | سرلشکر پاسدار | سپهبد پاسدار | ارتشبد پاسدار |
| نشان |                 |              |               |              |               |

نام‌های درجه‌های سرداران در ایران (به جز سرداران نیروی دریایی) از نام یگان‌های بزرگ نیروی زمینی با افزودن پیشوند و پسوند ساخته شده و از این دید همانند با نام درجه‌های نظامی کشورهای فرانسه و ترکیه هستند.
| ایران  | فرانسه                   | ترکیه      |
| ------ | ------------------------ | ---------- |
| ارتشبد | Général d'armée          | Orgeneral  |
| ارتش   | Armée                    | Ordu       |
| سپهبد  | Général de corps d'armée | Korgeneral |
| سپاه   | Corps d'armée            | Kolordu    |
| سرلشکر | Général de division      | Tümgeneral |
| لشکر   | Division                 | Tümen      |
| سرتیپ  | Général de brigade       | Tuğgeneral |
| تیپ    | Brigade                  | Tugay      |

درجهٔ «سرتیپ دوم» در سال ۱۳۶۶ ابداع شد و در ۱۳۷۰ در پی تصویب «قانون مقررات استخدامی سپاه پاسداران انقلاب اسلامی» در این نیروی نظامی نیز معمول گردید. این درجه که پایین‌تر از سرتیپ و بالاتر از سرهنگ است، در دیگر نیروهای نظامی جهان معادلی ندارد.